# Givors
Givors település Franciaországban, Métropole de Lyon különleges státuszú nagyvárosban (métropole: nagyjából „megyei jogú város”). Lakosainak száma 20 943 fő (2022. január 1.). Givors Montagny, Saint-Romain-en-Gier, Ternay, Chasse-sur-Rhône, Échalas, Grigny-sur-Rhône, Loire-sur-Rhône és Beauvallon községekkel határos.

## Népesség
A település népességének változása:
| Lakosok száma | 19 574 | 19 374 | 19 432 | 19 975 | 20 121 | 20 285 | 20 672 | 20 654 | 20 943 |
|               | 2013   | 2015   | 2016   | 2017   | 2018   | 2019   | 2020   | 2021   | 2022   |